# 2003년 기니 대통령 선거
2003년 기니 대통령 선거는 2003년 12월 21일에 기니에서 실시되었다. 대부분의 야당이 선거 보이콧을 진행했음에도 불구하고 란사나 콩테 현직 대통령이 95.6%의 압도적인 지지율로 3선에 성공했다.

## 상세
콩테 대통령은 당뇨병 등의 건강 질환을 앓고 있어 대통령 직무수행 가능 여부에 의문이 제기되었지만, 이를 무릅쓰고 7년 임기의 세번째 선거에 나섰다. 2003년 9월 콩테 대통령은 만장일치로 여당인 통일진보당의 대통령 후보에 지명되었다. 하지만 선거운동에는 참여하지 않겠다고 밝혔다. 야당연대인 민주개혁을 위한 공화국 전선은 독립 선거위원회 설치와 국영언론에 참여할 권리를 요구하였으나 정부는 이를 이행하지 않았다. 이에 주요 야당 대표들은 대통령 선거를 보이콧하기로 결정을 내렸다.
주요 야당 대표들이 보이콧 방침을 내렸지만 이들을 제외한 다른 여섯 명 후보는 계속해서 출마하고자 하였으나 절차상의 문제로 후보등록이 거부되었다. 이 때문에 콩테 대통령을 제외하고는 딱 한 명, 국가진보연합의 마마두 보베 배리 후보만 출마가 허가되었다. 배리 후보는 콩테 대통령의 지지자이자 친한 사이로 알려져 있었으며, 전직 수의사로 콩테 대통령이 기르는 동물들을 보살피는 일을 하고 있었다. 콩테 대통령은 실제로는 건강이 악화되어가는 데도 불구하고 후보로 출마하는 데에는 건강상 문제가 없다는 소견이 공식적으로 발표되기도 했다.
그 결과 콩데 대통령은 제대로 된 야당후보도 없이 압도적인 득표를 받으며 3선에 성공하였다. 야당이 불참한 데다 이렇다 할 경쟁구도도 없었지만 투표율은 86%에 달했다. 이에 민주개혁 공화전선 측은 실제 투표율이 15%에 불과하다고 주장하기도 했다. 콩테 대통령은 2004년 1월 19일 세번째 임기를 시작하였으며, 취임식에서 텔레비전 방송의 부패 퇴치에 적극 나서겠다고 공언하였다.

## 결과
| 이름             | 정당         | 득표율 | 비고 |
| ---------------- | ------------ | ------ | ---- |
| 란사나 콩테      | 통일진보당   | 95.6%  | 당선 |
| 마마두 보예 바리 | 국가진보연합 | 4.4%   |      |
| 투표율           | 82.8 %       | 82.8 % |      |